# Милош Милојевић
Милош С. Милојевић (Црна Бара, 16. октобар 1840 — Београд, 24. јун 1897) био је српски публициста, учитељ, правник и официр.
Основну школу и гимназију завршио је у Шапцу и Београду. Школовање је потом наставио у Кијеву и Москви. Године 1870. постао је професор гимназије у Београду, да би од 1873. до 1876. године био управитељ и професор другог одељења београдске Богословије.
Активно је учествовао у Српско-турским ратовима 1876—1878. За професора и директора гимназије у Лесковцу постављен је 1881. године. Године 1890. постављен је за управитеља Светосавске вечерње богословско-учитељске школе. Био је и управник Светосавске вечерње школе (1891−1893).
Његов рад су јавно и оштро критиковали његови савременици, Стојан Новаковић, Јован Цвијић и др. О томе постоје бројна сведочанства, а његово уклањање из научне сфере временом је постала трајна и непроменљива чињеница, због штетног деловања и ревизије српске научне историографије. Истакнути историчари његовог доба су били изразито критични према Милојевићевом историографском раду. Није изабран у Српску краљевску академију након чланства у Српском ученом друштву. Академија му се захвалила почасним чланством али не ангажовањем у истој.

## Порекло и школовање
Рођен је у свештеничкој породици у селу Црна Бара, у Мачванском срезу (Подрињски округ) од оца Стефана (18??-1849) и мајке Софије (18??-1874). Због тога су га звали по родном крају „Мачванин”. Основну школу завршио је у селу Глоговцу, а гимназију у Београду (1859).
Од 1859. до 1862. године, изучавао је правне науке на Београдском лицеју, а затим је као »државни питомац« (стипендиста државе) похађао (по шест семестара) Правни и Филозофски факултет у склопу Московског универзитета. У Москви је конкретно студирао (не завршивши студије) Филологију славенских живих и изумрлих племена с политичком историјом и књижевношћу. Међу тамошњим професорима на њега је највећи утисак оставио руски слависта проф. Јосиф Максимович Бођански (рус. О́сип Макси́мович Бодя́нский: 1808—1877).
Подстакнут усвојеним знањима, први пут се јавно огласио 1866. године чланком „Пропаганде у Турској“, будући да су Срби у то време још увек били под страном влашћу.

## Професионална каријера
По повратку (1865) у Кнежевину Србију (1815—1882) започиње рад у државној служби (следе постављења/именовања):
- 16. септембра 1865. године – за писара треће класе у Ваљевском окружном суду
- 22. новембра 1865. године – за писара друге класе у Апелационом суду у Београду
- 3. маја 1866. године – за писара прве класе у Апелационом суду у Београду
- 4. новембра 1866. године – за секретара друге класе у Трговачком суду у Београду
- 11. фебруара 1870. године – за професора Београдске гимназије
- 14. августа 1873. године – за професора и управитеља II одељења Београдске богословије (предавао је српску синтаксу и српску историју[5])
- 11. септембра 1881. године – за професора Лесковачке ниже гимназије (предавао је историју Срба у 3. и 4. разреду и српску синтаксу у 4. разреду[6])
- 22. фебруара 1887. године – за управитеља Приправне школе у Лесковцу (ова школа никада није ни отворена, па Милојевић остаје управитељ у гимназији)
- 1. јануара 1890. године – за директора Лесковачке ниже гимназије
- 6. октобра 1890. године – за професора I Београдске гимназије (ову дужност није вршио, јер је добио друго боље именовање)
- 1890 – за управитеља (до 1891. године) и професора Светосавске Богословско-учитељске школе
- 1. маја 1893. године – (указом) је пензионисан

Када је основао Друго одељење Богословије (1873) Милојевић за њега пробира студенте из свих српских крајева под Турцима и хитно их спрема за учитеље и свештенике у неослобођеним крајевима.

У овој образовној установи предавали су се предмети гимназијски, педагошки, богословски, заједно са војним вежбањем.

Кроз ту школу је прошло око триста студената, и убрзо, по захтеву Милојевића, под његовим надзором стварају се Добровољачки и Устанички одреди чији је војнички допринос био немерив /Јован Хаџи-Васиљевић / у време Српско-турског рата 1876—1878, када се и сам истакао као командант добровољаца. Отуда и књига Српско-турски рат 1877-1878. године.

## Чланство у научним институцијама
- Од 25. јануара 1879. године: Редовни члан Српског ученог друштва (скр. СУД), односно Одбора за науке државне и историјске и Одбора за науке философске и филолошке[8]
- Од 15. новембра 1892. године: Почасни члан Српске краљевске академије (скр. СКА)[8]

## Догађаји који су непосредно претходили оснивању Друштва „Св. Саве“
После смрти кнеза Михаила Теодоровића Обреновића (1823—1868), а на иницијативу угледног српског државника Јована Ристића (1831—1899) и Милоја-Михаила М. Јовановића (1826—1898), београдског митрополита СПЦ (1859—1881 и 1889—1898) дошло је (током августа 1868. године) до стварања Одбора за школе и учитеље у Старој Србији, Маћедонији и Босни и Херцеговини.

Одбор је без прекида радио до 1876. године, тј. до избијања српско-турских ратова.
Председник Одбора био је архимандрит Нићифор Дучић, а чланови историчар Пантелија-Панта С. Срећковић (1834—1903) професор на Великој школи у Београду и Милош Милојевић, правник и официр.
Касније, заслугом министра просвете и црквених дела Косте-Стојана Новаковића (1842—1915), основано је 1873. године веома престижно Друго одељење Београдске богословије с циљем да се у њему школују млади људи из неослобођених српских крајева који би се затим враћали натраг као учитељи или свештеници.

Другим одељењем Богословије управљао је Милош С. Милојевић.

## Оснивање Друштва „Св. Саве“
Завршетком Источне кризе, односно ратних година 1876—1878. у којима су на неослобођеној територији Старе Србије и Македоније нестали многи резултати ранијих напора на просветном и културном пољу, краљ Милан Теодоровић Обреновић (1854—1901) и напредњачка влада (мандат: 1884—1887) Милутина И. Гарашанина (1843—1898) сачинили су план вођења националне акције у Турској у циљу подизања свести тамошњег српског народа као најјачег оружја за његово одржање.

То је требало да представља и најважнији правац у спољној политици Србије.
У циљу остварења те идеје, по жељи краља Милана и Гарашанина, упућен је у Цариград на место српског посланика угледни научник и политичар Стојан Новаковић.

Део тога плана било је и оснивање Друштва „Св. Саве“ које би сопственом акцијом потпомогло ширењу српских школа у Турској, српских културних установа, као и спремању будућих радника на том пољу.

Разговори о оснивању Друштва „Св. Саве“ вођени су у пролеће и лето 1886. године.

Учесници су били угледни професори Београдске богословије (основане 1836. године), Гимназије (основане 1839. године), Велике школе (основане 1863. године) и Учитељске школе (основане 1878. године), а међу њима је такође било и трговаца, адвоката и других угледних личности из тадашње Србије.

Састанцима је руководио истакнути члан слободнозидарских (масонских) ложа Светомир К. Николајевић (1844—1922), ректор Велике школе (период: 1885—1890).

Био је образован Привремени одбор и припремљена Основна правила.

Пошто је тадашњи министар просвете и црквених дела, Милан Кујунџић Абердар (1842—1893), дао своју сагласност, Друштво „Светога Саве“ је 6. септембра 1886. године одржало свој оснивачки јавни скуп на коме су прихваћена Основна правила Друштва и изабран Главни одбор као његово руководеће тело.

Председник Друштва био је Светомир Николајевић, редовни члан (од 17. фебруара 1874. године) Српског ученог друштва (Одбора за науке философске и филолошке), а у Главном одбору су били поред осталих Стеван Т. Владисављевић Каћански (1829—1890), почасни члан (од 29. јула 1864. године) Српског ученог друштва, Милан Ђ. Милићевић (1831—1908), редовни члан (од 29. јула 1864. године) Српског ученог друштва, историчар Панта Срећковић, редовни члан (од 29. јула 1864. године) Српског ученог друштва, правник Љубомир М. Ковачевић (1848—1918), редовни члан (од 20. октобра 1880. године) Српског ученог друштва (Одбора за науке државне и историјске), филолог и историчар Милојко В. Веселиновић (1850—1913), протосинђел СПЦ Димитрије Дражић – Фирмилијан (1852—1903), и др.
Чланови Друштва били су „редовни“ (који би му прослеђивали годишње уплате) и „утемељачи“ (који би га помогли једном новчаном свотом).

Из њихових редова бирали би се повереници и пододбори у разним српским областима.

Друштво се писмено обратило великом броју угледних Срба да постану његови чланови или повереници, одзив је био преко сваке мере.
За само пет месеци основано је 43 пододбора и било уписано 1250 „утемељача“ и 3500 „редовних“ чланова.
Међу члановима „утемељачима“ били су и престолонаследник (принц) Александар Теодоровић Обреновић (1876—1903) и Теодор-Теодосије П. Мраовић (1815—1891), београдски митрополит СПЦ (1883—1889).

Митрополит је, штавише, дозволио да Главни одбор држи своје састанке у просторијама Митрополије.
У октобру 1886. године Одлуком Народне скупштине Краљевине Србије (1882—1918) Друштво „Светога Саве“ је ослобођено плаћања поштанске таксе на писма и пошиљке, затим и царинске таксе на сва примања, а дозвољено му је да бесплатно штампа списе у Државној штампарији.
Из састава Главног одбора Друштва „Св. Саве“ организован је један његов ужи Одбор са задатком да процењује вредност понуђених текстова за штампање, да би исти послужили основном постављеном задатку да се шири српска мисао.

Са истим циљем био је покренут зборник радова „Братство“.
Друштво „Св. Саве“ замишљено да буде »стожер и покретач у чувању и гајењу народних српских врлина и осећања«, покренуло је широку радњу да путем књиге, школе и цркве утиче на уздизање народне мисли у неослобођеним српским областима, а баштинило је управо идеје Милојевића.

То се у првом реду односило на Стару Србију и Македонију док је организовање такве радње у Босни и Херцеговине било скопчано са великом опасношћу због тога што су тамошње окупационе аустроугарске власти под оружаном претњом то у сваком случају биле спремне да онемогуће.
Главни одбор је у име Друштва:
- Новчаним средствима подстицао оснивање школа, одазивао се молбама, на пример учитеља из Пећи, Ђаковице, Митровице и др. који су им се, у име тамошњег народа и цркве, обраћали за слање помоћи тамошњим црквама и школама.
- Одобравао је и путне трошкове учитељима који су одлазили у заграничне српске крајеве.
- Упућивао је часопис „Братство“ као и друге књиге да се бесплатно растурају по српским крајевима.
- Помагао је и оснивање школа, извођење оправки на једном броју школских зграда, вршио набавке књига и других потребних ствари и слао помоћ у новцу и стварима црквама.
- Ванредно је награђивао поједине српске раднике и пружао помоћ оним ђацима који су из разних крајева долазили у Београд да се школују.

Управа Друштва заседала у је згради Митрополије све док 1890. године није изграђен Светосавски дом (Дом „Св. Саве“).
Друштву је завештано више легата а поклоњена су му и знатна материјална средства чиме су се лакше задовољавале потребе многих школа, цркава а исто тако и разних изасланика, повереника или вршила награђивања заслужних српских родољуба.

## Ратови са Турском царевином 1876—1878.
У време Српско-турских ратова (1876—1878), Милојевић је основао и повео у рат добровољачке јединице (усташе) Моравско-добричко-добровољачки усташки кор, Добровољачко-усташки рашко-ибарски кор и Дежевско-ибарско-усташки кор.
Такође, Милош Милојевић је заједно са Костом А. Шуменковићем (1828—1905) из Боровце (код Стуме), архимандритом Савом Бараћем - Дечанцем, Тодором П. Станковићем (1852—1925) из Ниша, Аксентијем Хаџи Арсићем из Приштине, Деспотом С. Баџовићем из Крушева и Глигоријем М. Чемерикићем (ађутант Милојевића у рату 1876. године) из Призрена био члан Тајног комитета у Нишу, који је организовао регрутацију људства (са тада турске територије) за српску војску и њене добровољачке јединице, а деловао је веома активно и у позадини турске војске.
Војне формације Милоша С. Милојевића биле су састављене од људи из Србије, али и из Старе Србије, Македоније и Босне и Херцеговине.

Узрок присуства (у великом броју) људи из неослобођених крајева код Милојевићевих усташа, био је његов дотадашњи (веома плодни) културно-просветно-војни национални рад, јер је на пример само једном приликом са својим кумом Шуменковићем тајно (од јуна до октобра 1871. године) пропутовао Стару Србију и Македонију, па му је овај довео око 150 добровољаца (махом из Охрида и Дебарске нахије).

У редовима његовог кора било је и 30 питомаца чувеног Милојевићевог Другог одељења Богословије (из Београда), које је и формирано да би уз редовно образовање, код тамошњих питомаца развијало јасно профилисано родољубље и патриотизам.

Духовне и световне власти Кнежевине Србије нису желеле да одводе (старије) ученике у рат, па је Милош Милојевић морао многе од својих питомаца да одбије (чак и грубо), мада су га исти масовно молили да их не одбија када се јаве на зборна места.

Највећи број њих је Милош примио тек након свог преласка са Суповца на Рашку.
У Милојевићевом Дежевско-ибарско-усташком кору (поред разних добровољаца са српског етничког простора), налазили су се и питомци престижног Другог одељења Богословије (ово је непотпуни списак питомаца-добровољаца).
Текст позива добровољцима пред Други српско-турски рат (1877—1878), који је (путем плаката) Милош С. Милојевић (1840—1897) преко својих сарадника Косте Шуменковића и Милојка Веселиновића, поставио на кључним местима српске престонице, а ради организовања прикупљања добровољаца, гласио је овако:

»Под командом професора резервног капетана I кл. г. М. С. Милојевића бив. команданта дежево-ибарских устаника и добровољаца, купе се добровољци за одбрану драге нам отаџбине и достојанства Србије и српског народа. Браћо Срби! Похитајте под заставу Витешког Обреновића за одбрану части српског имена! За упис ваља се јавити потписатима код „Малог Балкана“ на Тркалишту. К. А. Шуменковић М. В. Веселиновић«

## Породица и болест
Поред живота у Београду, Милојевић је остао везан и за Лесковац (у њему борави од 1881. до 1890. године) где је имао и имање у селу Бувцу.
Женио се два пута, али ни са првом, ни са другом женом није имао деце.

Мада нису остала забележена имена његових жена, за прву се неспорно зна да је била ћерка Ане П. Николајевић-Молеровић и пуковника Петра П. Лазаревића-Цукића (1795—1849).
Милош Милојевић се 90-тих година 19. века разболео, а последица те његове болести било је сушење руке, поред наведеног он је боловао и од тешке астме.
Преминуо је 24. јуна 1897. године у Београду на рукама свог кума, пријатеља и саборца Косте А. Шуменковића и ученика Атанасија-Тасе Јунгића (1858—1912).

## Критика објављених радова
Иларион Руварац га у својим делима назива шарлатаном и највећим кривотворитељем српске историје који је изабран у Српско учено друштво. Иван Степанович Јастребов је оштро критиковао Милојевића разоткривајући његова дела која су била зборници тенденциозних лажи и обмана. Ово тврђење је потврђено од стране Руске Царске академије, чији су академици доказали да је Милојевић највећи псеудоисторичар XIX века. Томе у прилог иду и то да је био заговорник тезе по којој је територија данашње Црне Горе историјска област „Црвена Хрватска", а такође је тврдио и да Српска православна црква није основана 1219. године од стране Светог Саве I, већ од стране апостола у 1. веку наше ере.
После Српско-турског рата 1876–78, Милојевић је путовао по српским крајевима који су остали под турском влашћу.

Ширио је националну пропаганду и сакупљао народне песме и старе рукописе. Кума Петкана Шуменковић му је била драгоцен сарадник као казивач старих српских народних песми са југа. Саставио је збирку песама Песме и обичаји укупног народа Србског, коју су Стојан Новаковић и Милан Кујунџић Абердар оценили као „узор нереда, небрижљивости и књижевничке немарности“. Најуочљивије преправке које је Милојевић вршио у српским народним песмама састоје се у додавању имена словенских богова, познатих и оних које је он измислио, у стихове песама. Историчар књижевности Владимир Бован је закључио да није лако разлучити истинито од лажног у Милојевићевој збирци. На основу мишљења неких историчара, Милојевић је вероватно највећи кривотворитељ српских народних песама, а поред тога утврђено је да је фалсификовао натписе из средњег века. Милојевића као историчара није толико критиковао - колико је исмејавао, архимандрит Иларион Руварац, припадник критичке историографије, у својим чланцима у црквеном листу. Руски дипломата Иван Јастребов о њему пише да је познати српски књижевни шарлатан, ... нека Милојевић и њему слични српски шарлатани измишљају натписе на гробовима, црквама и др., али га у односу на патриотски рад хвали. Арнаути су наводно скинули олово са Дечана и претила је пропаст манастирске цркве, па Јастребов хвали Милојевића: Треба одати признање професору Милојевићу, који је манастир посетио и крајње ревносно истицао неопходност неодложне помоћи. Али, Јастребов више грди него што хвали Милојевићев рад, па даље наводи: ... код Милојевића је натпис на том месту измишљен и чиста је кривотворина..., ... То је измишљотина својствена Милојевићу..., Милојевић није чак умео ни кривотворину да направи вешто, ... да је Руварац имао право да Милојевића назове шарлатаном! Његове књиге би озбиљно требало да се зову Зборник кривотворених натписа из Старе Србије или Зборник тенденциозних измишљотина и обмана.
Неки критичари Милојевићевог дела наводе следеће проблеме:
1. Његови „Одломци историје српских (југославенских) земаља“ препуни су фантастичних пасуса о боравку „старих“ Срба у централној Азији и у Африци, као и о судару старих Срба са Кинезима.
2. „Народне песме и обичаји укупног народа српског“, у три тома, пуне су измишљене и крајње мистификоване фолклористичке грађе која је још у време свога првог публиковања постала опасна по српске националне интересе у Старој Србији и Македонији, и то у тој мери да ју је стручна критика друге половине XIX века одмах препознала као инсинуације и одбацила.
3. „Путопис дела праве Србије“ врви од фабрикованих и фалсификованих натписа из српског средњег века, али и измишљених српских споменика античког доба што су благовремено критиковала истакнута научна имена, чиме је још за живота Милош С. Милојевић дискредитован и означен као истраживач српске прошлости у чије се информације не може веровати.
4. Књига „Наши манастири и калуђерство“ препуна погрешних имена личности и убикација светосавских епископских седишта на немогуће локације одбачена је још и од књижевно-историјске критике на страницама црквених часописа Кнежевине и Краљевине Србије.

Рад Милоша С. Милојевића и његов списатељски опус су, између бројних угледних имена, јавно и оштро критиковали следећи његови савременици: Иларион Руварац, Стојан Новаковић, Иван Степанович Јастребов, Јован Цвијић и др. О томе постоје бројна сведочанства, а његово уклањање из научне сфере временом је постала трајна и непроменљива чињеница.

## Афера Министарства културе
Удружење „Милош С. Милојевић" из Црне Баре аплицирало је 2018. и 2019. године код Министарства културе и информисања, и то посредством Народне библиотеке „Јанко Веселиновић" из Богатића и Међуопштинског историјског архива из Шапца, за средства за објављивање Милојевићеве преписке из раздобља Српско-турских ратова. Укупна сума које је Министарство културе и информисања издвојило за овај пројекат било је око милион динара. То је учињено за време мандата министра Владана Вукосављевића који је без претходне стручне провере одобрио средства дотичном удружењу. Удружење из Црне Баре и претходно је у више наврата објављивало дела Милоша С. Милојевића иако су у питању одавно потврђени историјски фалсификати.

## Одликовања
- Таковски крст V, IV, III, II, и I степена[46]
- Златна медаља за храброст
- Сребрна медаља за храброст
- Златна медаља за ревносну службу (18. априла 1878)[47]
- Орден „Светог Саве“
- Споменица рата 1876 и 1877—1878
- Медаља црвеног крста
- Орден „Белог орла“
- Орден Друштва „Светога Саве“ – „сребрна светосавска медаља” 1890. године[48]
- Орден „Румунског крста“